# Уніон (Люксембург)
«Уніон» (фр. Union) — люксембурзький футбольний клуб із міста Люксембург, заснований 1925 року. Зараз є частиною «Расінгу» (Люксембург).

## Досягнення
- Чемпіонат Люксембургу
  -  Чемпіон (6): 1927, 1962, 1971, 1990, 1991, 1992
  -  Срібний призер (9): 1922, 1948, 1963, 1964, 1965, 1966, 1973, 1993, 1998

- Кубок Люксембургу
  -  Володар (10): 1947, 1959, 1963, 1964, 1969, 1970, 1986, 1989, 1991, 1996
  -  Фіналіст (10): 1923, 1926, 1933, 1937, 1961, 1962, 1967, 1978, 1983, 1997

### Як «ЮС Холлеріх Бонневен Люксембург»
- Чемпіонат Люксембургу
  -  Чемпіон (5): 1912, 1914, 1915, 1916, 1917
  -  Срібний призер (2): 1910, 1918

## Відомі гравці
- Ніко Браун - 128 матчів (99 голів)
- Роббі Лангерс
- Джон ван Рейсвейк
- Клод Рейтер
- Джефф Сайбене